# Генеральний штаб Збройних сил СРСР
Генеральний штаб Збройних Сил СРСР (ГШ ЗС СРСР, рос. Генеральный штаб Вооружённых Сил СССР) — один з органів військового управління Збройними Силами СРСР.

## Історія
Створено 8 травня 1918 року як Всеросійський Головний Штаб (Всероголовштаб).
З 6 вересня 1918 року головним органом оперативного керівництва став штаб Реввійськради Республіки, а з 8 листопада — Польовий штаб РВР Республіки.
10 лютого 1921 Всероголовштаб був об'єднаний з Польовим штабом РВР Республіки та отримав назву Штабу Робітничо-Селянської Червоної Армії (РСЧА). Штаб РСЧА став єдиним органом управління збройними силами РРФСР та був виконавчим органом РВВ Республіки.
У 1923 році Штаб РСЧА РРФСР перетворений на штаб РСЧА СРСР. 
22 вересня 1935 Штаб РСЧА був перейменований У Генеральний штаб РСЧА. 
У 1991 році Генеральний штаб Збройних сил СРСР припинив своє існування у зв'язку з ліквідацією СРСР.

## Структура
У складі ГШ ЗС СРСР були Головні управління:
- Головне оперативне управління
- Головне розвідувальне управління
- Головне організаційно-мобілізаційне управління
- Головне управління АСУ і РЕБ (розформовано в 1989 році)
- 10-е Головне управління

## Начальники штабу
- Стогов Микола Миколайович (18.5 — 2.8.1918)
- Свечін Олександр Андрійович (2.8 — 22.10.1918)
- Раттель Микола Йосипович (22.10.1918 — 6.09.1918)
- Костяєв Федір Васильович (жовтень 1918 — червень 1919)
- Бонч-Бруєвич Михайло Дмитрович (23 червня — 22 липня 1919)
- Лебедєв Павло Павлович (лютий 1921 — квітень 1924)
- Фрунзе Михайло Васильович (квітень 1924 — січень 1925)
- Каменєв Сергій Сергійович (лютий — листопад 1925)
- Тухачевський Михайло Миколайович (листопад 1925 — травень 1928)
- Шапошников Борис Михайлович (травень 1928 — червень 1931)
- Єгоров Олександр Ілліч (червень 1931 — травень 1937)
- Шапошников Борис Михайлович (травень 1937 — серпень 1940)
- Мерецков Кирило Панасович (серпень 1940 — січень 1941)
- Жуков Георгій Костянтинович (січень 1941 — липень 1941)
- Шапошников Борис Михайлович (липень 1941 — травень 1942)
- Василевський Олександр Михайлович (травень 1942 — лютий 1945)
- Антонов Олексій Інокентійович (лютий 1945 — березень 1946)
- Василевський Олександр Михайлович (березень 1946 — листопад 1948)
- Штеменко Сергій Матвійович (листопад 1948 — червень 1952)
- Соколовський Василь Данилович (червень 1952 — квітень 1960)
- Захаров Матвій Васильович (квітень 1960 — березень 1963)
- Бірюзов Сергій Семенович (березень 1963 — жовтень 1964)
- Захаров Матвій Васильович (листопад 1964 — вересень 1971)
- Куликов Віктор Георгійович (вересень 1971 — січень 1977)
- Огарков Микола Васильович (січень 1977 — вересень 1984)
- Ахромеєв Сергій Федорович (вересень 1984 — грудень 1988)
- Моїсеєв Михайло Олексійович (грудень 1988 — серпень 1991)
- Лобов Володимир Миколайович (серпень — грудень 1991)